# Brudkulla
Brudkulla (Gymnadenia runei) är en i Sverige endemisk orkidé. I hela världen växer den bara på några få platser i södra Lappland. Lokalerna finns i Tärnabyområdet. Arten liknar mycket den nära släktingen brunkulla men blommorna har en mer klarröd färg samt en större säcklik sporre. Den typiska växtplatsen är kalkrika fjällängar. Här skiljer den sig något från brunkullan som helst växer på lägre nivåer i mer kulturskapade miljöer såsom fäbodängar.
Brudkulla upptäcktes av botanisten Olof Rune så sent som 1960 och artepitetet "runei" syftar på honom. Den beskrevs vetenskapligt först 1989.

Arten har uppkommit genom en hybridisering mellan brunkulla och brudsporre. Tidigare fördes arten till släktet Gymnigritella som är en blandning av släktnamnen Gymnadenia (brudsporrar) och  Nigritella (brunkullor) men eftersom Nigritella införlivades med Gymnadenia används därför numera Gymnadenia. Brudkulla är både rödlistad som sårbar (VU) och fridlyst.